# Natascha Brunnthaler
Natascha Brunnthaler, geborene Natascha Egger (* in Floing (Steiermark); † Dezember 2023), war eine österreichische Basketballspielerin.

## Leben
Von der Leichtathletik kam Brunnthaler im Alter von 15 Jahren zum Basketballsport. Sie spielte beim Verein Union Kuenring Wien und wurde bis 1977 elfmal Staatsmeisterin. Sie bestritt sechs Länderspiele für Österreich.
Mit ihrem Ehemann Oskar rief sie Österreichs erste Basketball-Zeitschrift („Pressing“) ins Leben. Brunnthaler arbeitete in Wien als Sportjournalistin. Die Eheleute Brunnthalter ließen sich 1978 in der Bundesrepublik Deutschland nieder, wo Oskar Brunnthaler eine Stellung bei einem Verlag antrat. Im Jahr 1997 gründete das Paar die Zeitschrift „Golf Time“.
Natascha Brunnthaler war im 77. Lebensjahr, als sie im Dezember 2023 nach langer Krankheit starb.